# El mono tremendo
«El Mono Tremendo» es una canción compuesta por Pechugo e interpretada por el músico argentino Luis Alberto Spinetta y Pechugo en el álbum Téster de violencia de 1988, octavo álbum solista y 21º en el que tiene participación decisiva. La canción fue compuesta por Dante Spinetta y fue acreditada a Pechugo. Pechugo fue el nombre del grupo integrado por los entonces niños Lucas Martí, Emmanuel Horvilleur (Papik Martí), Guadalupe Martí, Dante Spinetta, Catarina Spinetta y Valentino Spinetta.
El tema está ejecutado por Spinetta (guitarra, voz y programación), Carlos Alberto "Machi" Rufino (bajo), Juan Carlos "Mono" Fontana (teclados), Guillermo Arrom (primera guitarra), Jota Morelli (batería) y Pechugo (voces).
La canción fue elegida como el Mejor Tema del Año por la Encuesta Anual del Suplemento S! del diario Clarín.

## Contexto
Spinetta venía de realizar su álbum doble junto a Fito Páez La, la, la y de sufrir que durante los recitales de presentación del álbum fueran asesinadas "las madres" de Fito Páez. Semejante situación impactó sobre la obra de ambos: mientras Fito Páez compuso y editó el álbum Ciudad de Pobres Corazones (1987), Spinetta por su parte expresó su dolor en Téster de Violencia.
El contexto histórico de Argentina influía también en el estado emocional de Spinetta. A fines de 1983 la sociedad argentina había reconquistado la democracia y había enjuiciado y condenado a las juntas militares (1985) que cometieron crímenes de lesa humanidad durante la última dictadura. Pero en 1986 ese clima comenzó a enturbiarse cuando el Congreso sancionó la primera de las llamadas leyes de impunidad, seguida al año siguiente de la primera de las sublevaciones militares de carapintadas.

## El álbum
Téster de Violencia es un álbum conceptual alrededor del tema de la violencia, que busca ir más allá de una mirada puramente moral y exterior sobre la violencia, para partir de los cuerpos de las personas, como campos en los que esa violencia actúa y a la vez es medida. Para Spinetta la violencia no es sólo "lo horrible", sino la vida misma, desde el hecho mismo de nacer y enfrentar la muerte.

La temática del cuerpo, eje central de Téster de Violencia, resulta novedosa para alguien como Spinetta, que durante mucho tiempo le cantó al alma, e incluso bautizó a uno de sus mejores discos como Alma de Diamante. Este cambio fue simétrico, además, al hecho de que el Flaco pasó de leer con devoción las obras de Antonin Artaud (para quien el cuerpo es la cárcel del alma) a los textos de Foucault (para quien el alma es la cárcel del cuerpo).
Eduardo Berti, Spineta: crónica e iluminaciones

En el álbum desempeña un papel especialmente importante el Mono Fontana, creador de todos los arreglos de teclados.

## El tema
El tema es el sexto track (primero del Lado 2) del álbum solista Téster de Violencia, un álbum conceptual alrededor del tema de la violencia.
Spinetta había escuchado algunas canciones que venían componiendo y cantando su hijo Dante y los hijos de su amigo Dylan Martí, Lucas Martí y Emmanuel "Popik" Martí (que pocos años después sería conocido como Emmanuel Horvilleur), y los convocó a participar junto a sus hermanos y hermanas en el álbum, bajo el nombre de Pechugo, un nombre ´que tenía como objeto ironizar a la banda de adolescentes portoriqueña Menudo, por entonces muy exitosa. "Pechugo fue la semilla de todos", recuerda Dante Spinetta, quien tres años después formaría con Emmanuel Horvillieur el exitoso dúo Illya Kuryaki and the Valderramas.
La letra de la canción se refiere a una persona común maltratada en su trabajo (un ferroviario, un enfermero) que de pronto se enoja y se transforma en "el mono tremendo", saliendo por la noche a cazar y matar tigres con su cuchillo, recordando la serie televisva El increíble Hulk:

Hace mucho tiempo
había un maquinista de locomotora
vieja y duradora,
y se calentó
y se transformó
en:

El Mono Tremendo...
"El Mono Tremendo", Pechugo

La canción ocupa un lugar inusual, tanto en la obra de Spinetta como en el álbum, porque se trata de niños representando a su manera la violencia, según el mensaje que reciben de los medios de comunicación que consumen. Spinetta ha contado pormenores de esa colaboración de sus hijos y los de Martí en el álbum, así como el choque cultural que significó crear una obra artística con sus propios hijos:

Mis hijos están muy trastocados. Compusieron "El Mono Tremendo", el único tema de Tester de Violencia que habla de violencia en el sentido de horror o de muerte. Ellos dicen "a la medianoche, con su cuchillo frío, él sale a cazar y tigres va a matar".  Y yo al principio les discutí la letra, me hacía el gil, para que pusieran otra cosa. Y los monitos me miraron con una cara que me hizo comprender que debía respetar su obra. Y está bien. Un día Dante apareció con unos dientes de Drácula que venían en una revista infantil. Y yo después la vi en el quiosco y no lo podía creer. En la tapa estaban Domingo Faustino Sarmiento y Drácula, en el mismo nivel. Eso quiere decir que la violencia virtual expuesta en una letra de niños, cuya edad promedio es de ocho años, constituye el síntoma de una profunda conmoción cultural. "Dante se va solo a ver Pesadilla III y yo le digo: "Esto te está pudriendo el bocho, imágenes de laceraciones y cosas horribles, date cuenta de que eso no es toda la vida". Y el tipo me contesta: "Pero papá, todos los chicos en el colegio la vieron y yo soy el único que no la vio". Y entonces pienso que no quiero volver a hacer de mi hijo un Luis Alberto. Nosotros somos los Luis Alberto que nuestros viejos no nos hubiesen permitido ser. Y en cierta manera estoy dividido entre el padre y el tipo que entiende ese mundo que, por otro lado, es el que también yo he creado para él.
Luis Alberto Spinetta, 1988

Simultáneamente Dante Spinetta también le ha contado a la prensa como había sido el proceso, en lo que sería su primera entrevista:

Yo tenía la letra casi lista, y una noche, en casa, me puse a cantarla. Mi papá no sabía que la habíamos hecho y le gustó tanto que enseguida enchufó la batería electrónica y nos pusimos a cantarla juntos. Tenemos un montón de temas.
Dante Spinetta, 1988

Los hijos de Spinetta y Martí se había criado juntos y eran como hermanos. Dante Spinetta y "Papik" Martí, quien aún no había adoptado el apellido Hourvillier, tenían once y trece años respectivamente, y ya habían empezado a escribir canciones y a cantarlas, sin que estuviera del todo claro dónde terminaba el juego infantil y comenzaba la creación artística:

En esa época, con Emma estábamos al mango, teníamos un grabadorcito y jugábamos a la radio en vivo. Hacíamos de comentaristas, nos presentábamos y cantábamos la canción que recién habíamos compuesto. Estábamos todo el tiempo buscando palabras nuevas para poder escribir canciones.
Dante Spinetta

Dante ha contado que esa experiencia lo marcó profundamente, tanto a él como a Emmanuel Horvillieur:

Fue la primera vez que nos subimos a un escenario y con mi viejo. Ese momento en el Teatro Broadway fue Ufff. Al bajar, nos dijimos: "¿Y ahora qué podemos hacer para estar de vuelta ahí arriba?..." Una vez que nos subimos, no quisimos bajar más del escenario. Y lo logramos. En aquellos días, nuestro sueño era hacer un Obras para comprarnos una bicicleta de carrera. Era lo máximo en nuestras mentes.
Dante Spinetta

## Difusión
Contra lo que Spinetta esperaba el álbum tuvo una gran difusión, resultando además premiado como el mejor del año. Dentro del álbum "El mono tremendo" fue el tema más difundido, resultando también premiado como la Mejor Canción del Año por la Encuesta Anual del Suplemento S! del diario Clarín.